# Vladimír Fuka
Vladimír Fuka (* 25. Mai 1920 in Dačice; † 22. November 1996 ebenda) war ein tschechischer Komponist.

## Leben
Der musikalische Werdegang von Vladimír Fúka begann mit 6 Jahren an der Geige. Mit 14 Jahren trat er zum ersten Mal öffentlich als Violinist und Harmonika-Spieler in einer Jazzkapelle auf. 1940 absolvierte er die Lehrerbildungsanstalt in Moravské Budějovice und studierte bis Ende 1942 Komposition und Dirigieren am Konservatorium in Brünn (JAMU). 
Nach dem Zweiten Weltkrieg begann er als Pädagoge in Slavonice. 1955 kehrte er in seine Heimatstadt zurück und unterrichtete Musik und tschechische Sprache an der Elementarschule und am Gymnasium. 
Als Komponist schrieb Vladimír Fuka Stücke in den Sparten  Kirchenmusik, Ballettmusik, Chor- und Tanzmusik, Operetten und  Blasmusik. Fúka schrieb über 200 Werke. Im deutschsprachigen Raum ist die Slavonická-Polka seine bekannteste Komposition. Mit ihrem Trio-Text „Ein neuer Tag wird dann erst schön ...“ gehört sie zum festen Repertoire vieler Blasorchester. 
Vladimir Fuka starb am 22. November 1996 in seiner Geburtsstadt Dačice.

## Werke (Auszug)
- Slavonická Polka
- Die Liebe nur